# Philippe Monot
Pour les articles homonymes, voir Monot.
Philippe Monot (1968 - 2019) est un écrivain, nouvelliste et anthologiste français.

## Biographie
Philippe Monot est né le 10 mai 1968. Après des études interrompues aux Beaux-arts de Marseille-Luminy, il obtient en 1993 un D.E.U.S.T. en métiers du livre et un diplôme de bibliothécaire C.A.F.B. Il exerce la profession de libraire à Aix-en-Provence. Il est marié et père de deux enfants.
Outre les univers de jeu de rôles d'où est née son intérêt pour la narration, son travail est fortement marqué par l'œuvre de Jack Vance, Ursula K. Le Guin et les récits du cycle arthurien. Des auteurs variés tels que John Irving, P. G. Wodehouse, Mark Twain, Terry Pratchett, sont des sources d'inspiration plus indirectes.
En 1998, il réalise un entretien avec Jack Vance à Poitiers. En 1999, il adresse le manuscrit de son premier roman, Frère Aloysius et le petit prince aux éditions Nestiveqnen : le roman est publié en 2000. En 2002, il publie une anthologie de textes en hommage à l'univers de la Terre mourante de Jack Vance. Parmi les auteurs figure Christophe Arleston. Également en 2002 puis en 2004, paraissent les deux premiers volumes de Sardequins, une histoire prenant place dans le même monde que celui évoqué dans Frère Aloysius, mais quelques siècles plus tard. Le troisième volume est achevé et un quatrième, en cours de rédaction, clôturera le cycle.
Il a travaillé au sein de la rédaction du Lanfeust Mag où il s'occupait, notamment avec Dominique Latil et Christophe Arleston, de la sélection des nouvelles publiées dans le magazine. C'est dans les pages de ce même magazine qu'au fil de quelques courtes histoires, est né le personnage du capitaine Providence, pirate téméraire et aventureux évoluant dans un monde de Fantasy post-apocalyptique. Ce personnage se veut un hommage manifeste au capitaine Red dans le film Pirates de Roman Polanski.
Atteint d'un cancer, Philippe Monot meurt le 11 juillet 2019 dans le 15e arrondissement de Marseille à l'âge de 51 ans.

## Œuvres
Romans
- Frère Aloysius et le Petit Prince (Nestiveqnen, 2001)
- La Trilogie de Sardequins :
  - Sardequins (Nestiveqnen, 2002)
  - Guerre et Fées (Nestiveqnen, 2004)

Nouvelles
- « Simon-Grandes-Mains et le tisseur d'étoiles », Faëries no 2 (septembre 2000)
- « Le Guerrier noir », Faëries no 5 (octobre 2001)
- « L'Épreuve », Faëries no 20 (janvier 2006)
- « Capitaine Providence », Faëries no 23 (octobre 2006)
- « Maille à partir pour Providence », Lanfeust Mag no 133(juillet/août 2010)
- « L'évangile selon Providence », parue dans Lanfeust Mag no 199 (juillet/août 2016)

Anthologie
- Sur les traces de Cugel l'Astucieux : recueil de nouvelles autour de l'univers de Jack Vance (Nestiveqnen, 2002)

Articles
- Jack Vance, le voyageur ; Lyonesse, un nouveau mythe (écrit avec Jacques Garin) ; Entretiens avec Paul Rhoads :  articles parus dans le Faëries no 4, spécial Jack Vance (mai 2001)
- Préface à l'édition 2003 de "Le Jardin de Suldrun", le Cycle de Lyonesse I, Collection Folio SF (n° 140), Gallimard

## Filmographie
Dialoguiste
- Rocambolesque de Loïc Nicoloff (court-métrage) : dialogues[7]

### Documentation
Interviews
- « J'ai dîné avec Jack Vance, et je n'ai rien mangé », compte-rendu d'une rencontre aux Utopiales de Poitiers, octobre 1998
- Interview par ActuSF, datant de 2002.
- Interview sous le soleil aixois, in Faëries #11, été 2003